# Кубок Мальты по футболу
Кубок Мальты по футболу, или Rothman’s Trophy, — футбольный турнир, в котором определяется обладатель кубка Мальты. Победитель имеет право выступать в Лиге Европы УЕФА.

## Формат
В розыгрыше участвуют 10 команд из высшей лиги. Турнир проходит по олимпийской системе. Обладатель кубка перед началом нового сезона розыгрывает с чемпионом суперкубок.

## Победители турнира
| Клуб            | Выигрыш | 1-й трофей | Последний трофей |
| --------------- | ------- | ---------- | ---------------- |
| Слима Уондерерс | 20      | 1935       | 2009             |
| Флориана        | 19      | 1938       | 2011             |
| Валлетта        | 13      | 1960       | 2014             |
| Хибернианс      | 10      | 1962       | 2013             |
| Спартанс        | 6       | 1983       | 1992             |
| Биркиркара      | 5       | 2002       | 2015             |
| Мелита          | 1       | 1939       |                  |
| Гзира Юнайтед   | 1       | 1973       |                  |
| Журрек          | 1       | 1985       |                  |
| Рабат Аякс      | 1       | 1986       |                  |